# Erich Chemnitz
Erich Chemnitz (* 29. Januar 1891 in Leipzig; † 4. Mai 1981 ebenda) war ein deutsch-Schweizer Fußballschiedsrichter, -funktionär und Sportjournalist.

## Werdegang
Chemnitz spielte zunächst für den FC Oststern Leipzig, nach Aktivitäten beim Reudnitzer SC und dem BC Arminia Leipzig schloss er sich 1913 dem VfB Leipzig an. Nach seinem Abitur 1912 studierte er an der Universität Leipzig Rechtswissenschaft und betätigte sich parallel als Sportjournalist. Zwar kam er aus dem Ersten Weltkrieg als Schwerbehinderter heim, konnte sich jedoch als Schiedsrichter betätigen. Am 7. Oktober 1917 leitete er dabei ein Länderspiel in Budapest, Gastgeber Ungarn setzte sich dabei im Üllői-úti-Stadion mit 2:1 gegen Österreich durch. Parallel leitete er Spiele in lokalen Wettbewerben sowie in der Endrunde um die Deutsche Meisterschaft sowie den Kronprinzenpokal und dessen Nachfolger Bundespokal.
Chemnitz engagierte sich weiterhin beim VfB Leipzig, dem er zwischen 1921 und 1923 als Vereinspräsident vorstand. Unter seiner Leitung weihte der dreifache deutsche Meister 1922 seine langjährige Heimspielstätte VfB-Stadion ein, bei der Einweihung im Rahmen einer Festwoche im August des Jahres war unter anderem Carl Diem anwesend. Aufgrund seiner Schweizer Mutter hatte er gute Verbindungen zu deren Heimatland, so dass der Klub mit Gastspielen die Hyperinflationsbedingt mauen Kassen des Klubs mit Gastspielen füllen konnte. 1923 kehrte er kurzzeitig zum BC Arminia Leipzig zurück. 1944 wurde er nochmals kurzzeitig zum Vereinspräsidenten bestimmt.
Bei den Olympischen Sommerspielen 1924 war Chemnitz als Vertreter der Mitteldeutschen Rundfunk AG der einzige deutsche Sportjournalist vor Ort, in den folgenden Jahren reiste er als Berichterstatter zu verschiedentlichsten internationalen Sportwettkämpfen. Unter anderem berichtete er dabei von den Endspielen um den FA Cup, internationalen Länder- und Auswahlspielen inklusive den ersten beiden Fußball-Weltmeisterschaftsturnieren, den Olympischen Sommer- und Winterspielen sowie von den Straßenradsport-Weltmeisterschaften oder den Schwimmeuropameisterschaften. Dabei erschienen seine diesbezüglichen Artikel sowohl in der deutschen Tagespresse als auch in speziellen Zeitungen und -schriften wie dem Kicker oder Fußball.
Zwischen Mai 1946 und April 1948 leitete Chemnitz die von ihm aufgebaute Sportredaktion der Leipziger Volkszeitung. Anschließend in der DDR journalistisch tätig reiste er weiterhin zu internationalen Spielen. Dabei berichtete er beispielsweise vom Aufeinandertreffen zwischen der Sowjetunion und der DFB-Elf im August 1955 in Moskau sowie von diversen FIFA-Kongressen. Eine Reise zur WM-Endrunde 1954 blieb ihm jedoch verwehrt. In den 1950er Jahren war er Mitglied der Rechtskommission im lokalen Leipziger Fußballfachamt.